# Linn Githmark
Linn Catharina Cavallius Githmark (Oslo, 26 de septiembre de 1982) es una deportista noruega que compitió en curling.
Ganó dos medallas en el Campeonato Mundial de Curling, en los años 2004 y 2005, y una medalla de bronce en el Campeonato Europeo de Curling Femenino de 2004.

## Palmarés internacional
| Campeonato Mundial | Campeonato Mundial    | Campeonato Mundial | Campeonato Mundial |
| Año                | Lugar                 | Medalla            | Prueba             |
| ------------------ | --------------------- | ------------------ | ------------------ |
| 2004               | Gävle (Suecia)        | Medalla de plata   | Equipo             |
| 2005               | Paisley (Reino Unido) | Medalla de bronce  | Equipo             |
| Campeonato Europeo |                       |                    |                    |
| Año                | Lugar                 | Medalla            | Prueba             |
| 2004               | Sofía (Bulgaria)      | Medalla de bronce  | Equipo             |